# Список командувачів Громадянської війни у Росії

## Більшовики
Володимир Ленін

 Лев Троцький

 Лев Каменєв

 Яків Свердлов

 Михайло Владимирський

 Михайло Калінін

 Іоаким Вацетіс

 Сергій Каменєв

 Василь Альтфатер

 Микола Подвойський

 Павло Дибенко

Перша кінна армія:

 Семен Будьонний

 Олександр Єгоров

 Климент Ворошилов

 Йосип Апанасенко

 Григорій Кулик

 Олександр Пархоменко

 Борис Думенко

 Костянтин Трунов

 Семен Тимошенко

 Іван Тюленєв

 Юхим Щаденко

Друга кінна армія:

 Ока Городовиков

 Пилип Миронов

 Олександр Борчанінов

Латиські стрільці:

 Петеріс Стучка

 Фрідріх Калніньш

 Ян Лацис

 Антон Мартусевич

Східний фронт:

 Михайло Муравйов

 Олександр Самойло

 Михайло Тухачевський

 Сергій Лазо

 Павло Лебедєв

 Василь Чапаєв

 Іван Кутяков

 Сергій Меженінов

 Ян Гамарник

Південий фронт:

 Фелікс Джержинський

 Михайло Левандовський

 Йосип Сталін

 Володимир Азін

 Павло Ситін

 Андрій Снєсарєв

 Йона Якір

 Іван Федько

 Дмитро Жлоба

Кавказький фронт:

 Григорій Орджонікідзе

 Степан Шаумян

 Іван Сорокін

 Олексій Автономов

 Анатолій Геккер

 Пилип Махарадзе

 Наріман Наріманов

Північний фронт:

 Дмитро Надьожний

 Дмитро Парський

Український фронт:

 Володимир Антонов-Овсієнко

 Микола Щорс

 Іван Дубовий

 Станіслав Косіор

 Григорій Котовський

 Микола Криворучко

 Антон Слуцький

 Борис Шапошников

Середньоазіатський театр:

 Михайло Фрунзе

 Алібі Джангільдін

 Амангельди Іманов

 Файзулла Ходжаєв

Армія Далекосхідної Республіки:

 Олександр Краснощоков

 Сергій Лазо

 Генріх Ейхє

 Василь Блюхер

 Костянтин Авксентьєвський

 Уборевич Ієронім Петрович

 Яків Покус

### Союзники більшовиків
Турецька республіка:

 Мустафа Кемаль Ататюрк

 Кязим Карабекір

Фінська Соціалістична Робітнича Республіка:

 Маннер Кулерво

 Алі Аалтонен

 Ейно Райх'я

Тувинська Народна Республіка:

 Монгуш Буян-Бадирги

Монгольська Народна Республіка:

 Дамдін Сухе-Батор

 Дамбин Чагдаржав

 Догсомін Бодоо

 Хорлогійн Чойбалсан

## Білий рух
Олександр Колчак

 Петро Вологодський

Східний фронт Російської армії:

 Василь Болдирєв

 Віктор Пепеляєв

Народна армія КОМУЧа:

 Володимир Каппель

 Андрій Бакич

Сибірська армія:

 Олексій Грішин-Алмазов

 Матковський, Олексій Пилипович

 Михайло Дітеріхс

 Борис Аннєнков

 Костянтин Сахаров

Західна добровольча армія:

 Павло Бермондт-Авалов

Уральська армія:

 Володимир Толстов

Оренбурзька окрема армія 

 Олександр Дутов

 Іван Акулінін

Добровольча армія:

 Лавр Корнілов

 Михайло Алексєєв

 Сергій Марков

 Василь Симановський

Збройні сили Півдня Росії:

 Антон Денікін 

 Володимир Май-Маєвський

 Іван Романовський

 Олександр Лукомський

 Дмитро Щербачов

 Михайло Дроздовський

 Михайло Родзянко

 Абрам Драгомиров

 Віктор Покровський

Область війська Донського:

 Олексій Каледін

 Анатолій Назаров

 Василь Чєрнєцов

 Африкан Богаєвський

 Петро Попов

 Іван Попов

 Костянтин Мамонтов

 Олександр Фіцхелауров

 Емануїл Сімілєтов

 Ісаак Бикадоров

 Володимир Сидорін

Кубанська армія:

 Яків Слащов

 Андрій Шкуро

Кавказька армія:

 Яків Юзефович

 Павло Шатилов

Військо Київської області:

 Микола Бредов

 Абрам Драгомиров

 Василь Флуг

 Костянтин Прісовський

Туркестанська армія:

 Іпполит Савицький

 Борис Казанович

Українська Галицька армія:

 Мирон Тарнавський

 Осип Микита

Російська армія Врангеля:

 Петро Врангель

 Олександр Кривошеїн

 Олександр Кутепов

 Іван Барбович

 Костянтин Прісовський

Північно-Західний фронт:

 Микола Юденич

 Федір Келлер

 Олександр Родзянко

 Анатолій Лівен

Північна армія:

 Євген Міллер

 Володимир Марушевський

Забайкальська армія:

 Григорій Семенов

 Таскін Сергій

 Михайло Дроздовський

 Михайло Родзянко

 Абрам Драгомиров

 Віктор Покровський

Область війська Донського:

 Олексій Каледін

 Анатолій Назаров

 Василь Чєрнєцов

 Африкан Богаєвський

 Петро Попов

 Іван Попов

 Костянтин Мамонтов

 Олександр Фіцхелауров

 Емануїл Сімілєтов

 Ісаак Бикадоров

 Володимир Сидорін

Кубанська армія:

 Яків Слащов

 Андрій Шкуро

Кавказька армія:

 Яків Юзефович

 Павло Шатилов

Військо Київської області:

 Микола Бредов

 Абрам Драгомиров

 Василь Флуг

 Костянтин Прісовський

Туркестанська армія:

 Іпполит Савицький

 Борис Казанович

Українська Галицька армія:

 Мирон Тарнавський

 Осип Микита

Російська армія Врангеля:

 Петро Врангель

 Олександр Кривошеїн

 Олександр Кутепов

 Іван Барбович

 Костянтин Прісовський

Північно-Західний фронт:

 Микола Юденич

 Федір Келлер

 Олександр Родзянко

 Анатолій Лівен

Північна армія:

 Євген Міллер

 Володимир Марушевський

Забайкальська армія:

 Григорій Семенов

Далекосхідна армія:

 Григорій Вержбицький

Азіатська кінна дивізія:

 Роман фон Унгерн-Штернберг

 Резухін Борис Петрович

### Союзники Білого руху:
Чехословацький корпус:

 Сергій Войцеховський

 Радола Гайда

 Ян Сирови

 Станіслав Чечек

Бухарський емірат:

 Сеїд Алім-хан

Хівинське ханство:

 Ісфандіяр-хан

 Джунаїд-хан

Алашська автономія:

 Аліхан Бокейханов

Білофіни:

 Карл Маннергейм

 Ернст Ліндер

 Карл Валькман

## «Третя сила»
Марія Спиридонова

 Яків Блюмкін

 Борис Савінков

 Борис Донський
 Степан Петриченко

 Нестор Махно

 Феодосій Щусь

 Семен Каретников

 Дмитро Попов

 Марія Нікіфорова

 Левко Задов

 Іван Марків

 Лука Бондарець

 Фома Кожин

 атаман Никифор Григор'єв

 Данило Терпило

 Петро Токмаков

 Олександр Антонов

 Юхим Мамонтов

 Дмитро Антонов

 Михайло Козир

 Костянтин Воскобойник
 Енвер-паша

 Ібрагім-Бек

 Муетдін-Бек

## Держави, які проголосили незалежність
Юзеф Пілсудський

Військо Польське:

 Ян Падеревський

 Едвард Ридз-Сміглий

 Люціан Желіговський

 Леонард Скерський

 Владислав Сікорський

Армія Галлера:

 Юзеф Галлер

 Оскарс Калпакс

 Яніс Балодіс

 Сільвястрас Жукаускас

 Йохан Лайдонер

 Йон Інкулец

 Ян Середа

 Язеп Лёсик

 Кречевський Петро Антонович

 Вацлав Ластовський

 Кіпріан Кондратович

 Костянтин Єзовітов

 Антон Луцвекич

 Олесь Гарун

 Францішак Кушаль

 Павло Жаврид

 Станіслав Булак-Балахович

 Номан Челебіджіхан

 Ной Рамішвілі

 Ное Жорданія

 Георгій Квінітадзе

 Ніколоз Чхеїдзе

 Георгій Мазніашвілі

 Арам Манукян

 Ованес Качазнуні

 Андранік Озанян

 Драстамат Канаян

 Мовсес Сілікян

 Мамед Расулзаде

 Хан Фаталі

 Насіб-бек Усуббеков

 Мамед Гаджинський

 Самедбек Мехмандаров

 Мустафа Шокай

 Симон Петлюра

 Микола Порш

 Петро Болбочан

 Олександр Натієв

 Олександр Греків

 Всеволод Петрів

 Коновалець Євген Михайлович

 Микола Юнаків

 Володимир Сальський

 Олександр Удовиченко

 Микола Капустянський

 Сергій Дельвіг

 Дмитро Вітовський

 Мирон Тарнавський

 Микитка Осип

 Антін Кравс

 Вільгельм Габсбург

 Степан Клочурак

 Михайло Омелянович-Павленко

 Іван Омелянович-Павленко

 Юрій Глушко

 Борис Хрещатицький

## Іноземна інтервенція

### Інтервенція Антанти
Моріс Жанен

 Луї Франше д'Еспере

 Едмунд Айронсайд

 Уілфрід Маллесон

 Фредерік Маршман

 Уільям Сідней

 Костантинос Нідер

 Отані Кікудзо

### Інтервенція Центральних держав
Герман фон Айхгорн

 Роберт фон Кош

 Рюдігер фон дер Гольц

 Фрідріх Кресс фон Крессенштайн

 Франц Конрад фон Гецендорф

 Нурі Кіллігіль

##### Держави під протекторатом Центральних держав
Павло Скоропадський

 Олександр Рогоза

 Федір Келлер

 Гнат Васильченко

 Костянтин Прісовський

 Петро Краснов

 Петро Попов

 Іван Попов

 Костянтин Мамонтов

 Олександр Фіцхелауров

 Пер Свінгувуд

 Ніколоз Чхеїдзе

 Абдул-Меджид Чермоєв